# Aristida spanospicula
Aristida spanospicula är en gräsart som beskrevs av Kelly W. Allred, Valdés-reyna och Sánchez-ken. Aristida spanospicula ingår i släktet Aristida och familjen gräs. Inga underarter finns listade i Catalogue of Life.